# Авторитет (влада)

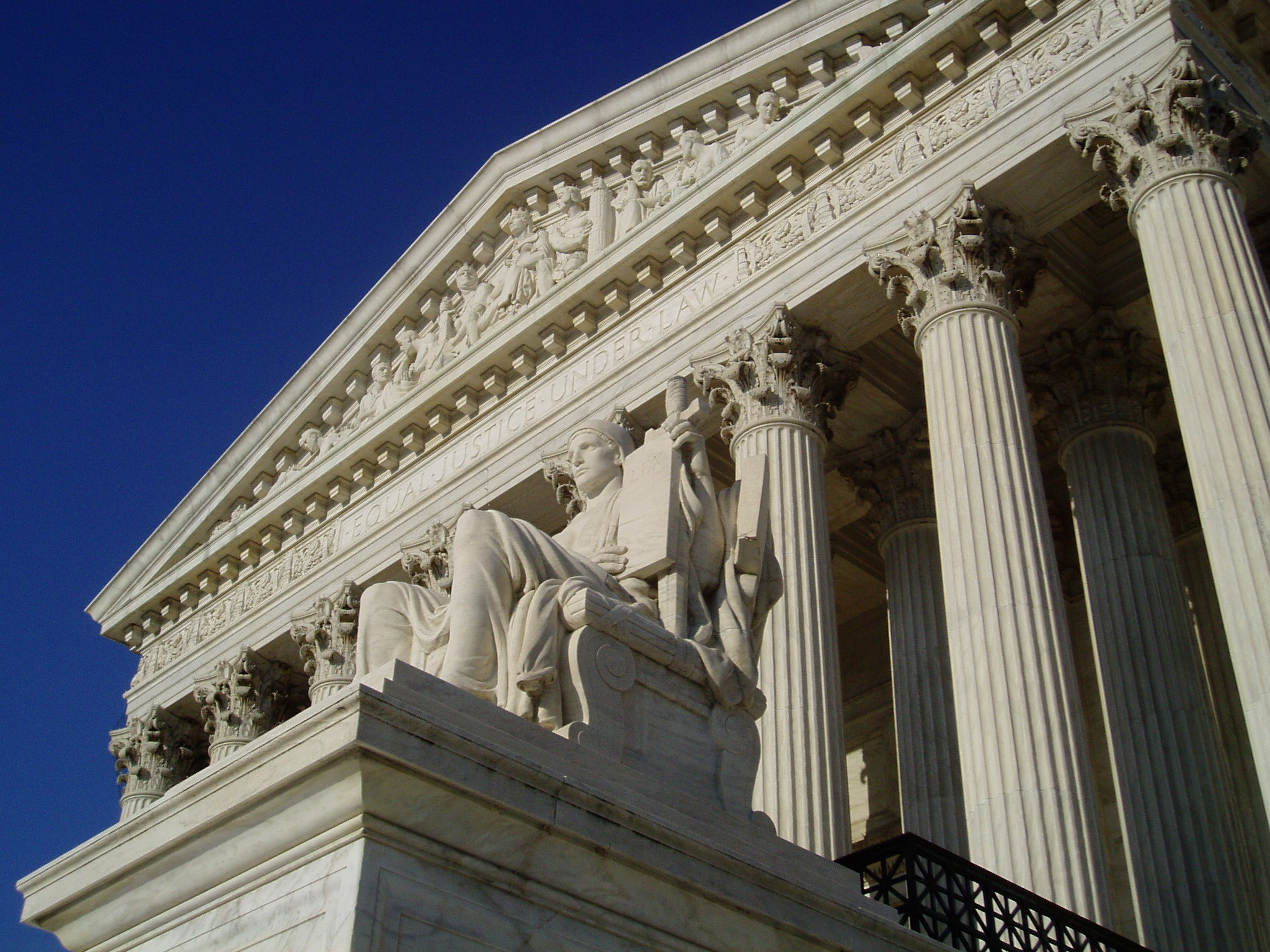
Верховний суд Сполучених Штатів є найвищим судовим органом у Сполучених Штатах Америки.

Під владою зазвичай розуміють законну владу особи або групи осіб над іншими людьми. У громадянській державі влада здійснюється законодавчою, виконавчою та судовою гілками влади. Термін «авторитет» має багато нюансів і відмінностей у різних наукових галузях, від соціології до політології.
У здійсненні управління терміни авторитет і влада є неточними синонімами. Термін авторитет визначає політичну легітимність, яка надає і виправдовує право правителя здійснювати владу уряду; а термін влада визначає здатність досягати поставленої мети шляхом підпорядкування або слухняності; отже, авторитет — це право приймати рішення та легітимність ухвалювати такі законні рішення та наказувати їх виконання.

## Історія
Стародавні уявлення авторитету беруть свій початок у Римі, а пізніше — з католицької (томістичної) думки та інших традиційних уявлень. У більш сучаснному розумінні форми влади включають перехідну владу (проявлену, наприклад, у Камбоджі), державну владу у формі народовладдя, а також, у більш адміністративних термінах, бюрократичні або управлінські методи. З точки зору бюрократичного управління, одним із обмежень урядових агентів виконавчої влади, як зазначив Джордж А. Краузе, є те, що вони не є настільки близькими до народної волі, як обрані представники. Претензії на владу можуть поширюватися на національний або індивідуальний суверенітет, який в широкому або умовному сенсі розуміється як претензія на політичну владу, яка є легітимною.
Історичні приклади застосування авторитету в політичному плані включає формування міста-держави Женева, а експериментальні трактати, що стосуються теми влади по відношенню до освіти, включають Еміль, або Про освіту Жан-Жака Руссо. За визначенням Девіда Лейтіна, авторитет є ключовим поняттям, яке слід з'ясувати у визначенні діапазону та ролі політичної теорії, науки та досліджень. Актуальність обґрунтованого розуміння влади включає в себе базову основу та формування політичних, цивільних та церковних інституцій чи представників. Однак останніми роками авторитет у політичному контексті був підданий сумніву чи оскаржений.

## Політична філософія
У дискусію про політичну владу зробили декілька внесків. Серед інших, Ганна Арендт, Карл Йоахім Фрідріх, Томас Гоббс, Александр Кожев і Карл Шмітт створили деякі з найвпливовіших текстів.
У європейській політичній філософії юрисдикція політичної влади, розташування суверенітету, балансування понять свободи та влади, а ще вимоги політичних зобов'язань були основними питаннями з часів Платона і Аристотеля до сьогодення. Більшість демократичних суспільств беруть участь у постійних дискусіях щодо легітимних меж здійснення державної влади. У Сполучених Штатах, наприклад, переважає переконання, що політична система, встановлена батьками-засновниками, повинна надавати населенню стільки свободи, наскільки це є розумним; уряд повинен відповідно обмежити свої повноваження, що називається обмежений уряд.
Політичний анархізм — це філософія, яка повністю заперечує легітимність політичної влади та прихильність до будь-якої форми суверенного правління чи автономії національної держави. Аргументи на користь політичної анархії наводить Майкл Хьюмер у своїй праці «Проблема політичної влади». При цьому, одним з головних аргументів на користь легітимності держави є певна форма теорії суспільного договору, розроблена Томасом Гоббсом у його книзі « Левіафан» 1668 року або Жан-Жаком Руссо в його політичних працях про суспільний договір.

## Соціологія
З моменту виникнення соціальних наук авторитет став предметом дослідження в різних емпіричних середовищах: сім'я (батьківський авторитет), малі групи (неформальний авторитет лідерства), проміжні організації, такі як школа, церква, армія, промисловість і бюрократія (організаційно- бюрократичний авторитет), а також загальносуспільні або інклюзивні організації, починаючи від найпримітивнішого племінного суспільства і закінчуючи сучасною національною державою та проміжними організаціями (політичний авторитет).
Визначення авторитету в сучасному суспільствознавстві залишається предметом дискусії. Макс Вебер у своєму есе " Політика як покликання " (1919) розділив легітимну владу на три типи. Інші, як Говард Блум, проводять паралель між авторитетом і повагою/шануванням предків.

## Сполучене Королівство та королівства Співдружності
Політичний авторитет в британському контексті можна простежити до Якова VI та I Шотландського, який написав два політичні трактати під назвою «Базилікон Дорон» та"Істинний закон вільних монархій": або «Відповідний і взаємний обов'язок між вільними королем і його природними підданими», які відстоювали дозвіл правити на основі концепції божественного права королів, теологічної концепції, яка має основу в багатьох релігіях, але в даному випадку в християнстві, виводячи це право з апостольської спадкоємності.
Суверенні королі та королеви у Сполученому Королівстві та королівствах Співдружності вважаються основою судової, законодавчої та виконавчої влади.

## Сполучені Штати
Розуміння політичної влади та здійснення політичних повноважень в американському контексті сягає своїм корінням праць батьків-засновників, зокрема аргументів, викладених в федералістичних працях Джеймсом Медісоном, Олександром Гамільтоном і першим головним суддею Сполучених Штатів Джоном Джеем, а пізніше промови 16-го президента США Авраама Лінкольна. «Наш уряд спирається на громадську думку», — сказав Лінкольн у 1856 році У своїй промові 1854 року в Пеорії, штат Іллінойс, Лінкольн відстоював тезу, що «кожна людина повинна робити саме так, як їй заманеться, з усім, що є виключно її власністю», — принцип, який «лежить в основі почуття справедливості.» Це почуття особистої власності та управління було невід'ємною частиною практики самоврядування республіканської нації та її народу, як це бачив Лінкольн. Це було тому, що, як також заявив Лінкольн, «жодна людина не є достатньо хорошою, щоб керувати іншою людиною без її згоди.»
Президент США покликаний звітувати перед законодавчим органом за діяльність всього уряду, в тому числі регуляторних органів. Президент впливає на призначення, бюджетний процес і має право та повноваження переглядати регуляторні правила в кожному конкретному випадку. З часів адміністрації Рейгана президенту надавався аналіз витрат і вигод від регулювання.Для створення регуляторного органу потрібен Акт Конгресу, який визначає його юрисдикцію, відповідні повноваження та делеговані повноваження. Регуляторні органи можуть бути кваліфіковані як незалежні агентства або органи виконавчої влади, вибір яких є причиною боротьби між Конгресом і президентом, а також з американськими судами. Роль останніх обмежена повноваженнями органів влади регулювати майнові права без дотримання належної правової процедури, яку суди забов'язані застосовувати в обов'язковому порядку.

## Подальше читання
- Джорджіо Агамбен, Винятковий стан (2005)
- Ханна Арендт, «Влада у ХХ столітті». Огляд політики (1956)
- Ханна Арендт, Про насильство (1970)
- Юзеф Марія Боченський, Was ist Autorität</link> ? (1974)
- Ренато Крісті, Гегель про свободу та владу (2005)
- Карл Йоахім Фрідріх, Авторитет . Кембридж, Массачусетс: Harvard University Press (1958)
- Карл Йоахім Фрідріх, Вступ до політичної теорії: Дванадцять лекцій у Гарварді. Нью-Йорк: Harper & Row (1967)
- Карл Йоахім Фрідріх, Традиція і авторитет . Лондон: Macmillan (1972)
- Роберт Е. Гудін (ред.), Оксфордський довідник з політичних наук (2011)
- Себастьян Де Грація. (1959). " Чим не є авторитет ". American Political Science Review 53(2): 321—331.
- Патрік Гайден, Ханна Арендт: Ключові поняття (2014), особливо. Розділ 8
- Александр Кожев, «Поняття авторитету» (2014)
- К. Наомі Осоріо-Купферблюм: " Концептуалізація «авторитету» ". In: International Journal of Philosophical Studies. том. 23, № 2, 13 березня 2015 р., стор. 223—236, doi:10.1080/09672559.2015.1020828
- Гейл Редфорд, Піднесення державної влади: державотворення та економічний розвиток в Америці ХХ століття (2013)
- Розен, Арі (2023). " Політичні причини та межі політичної влади ". Теорія права 29 (1): 63–88.
- Карл Шмітт, Der Begriff des Politischen [ Концепція політичного ] (1932)
- Макс Вебер, Економіка та суспільство (1922)
- Макс Вебер, Політика як покликання (1919)